# Abancourt, Oise
 Abancourt là một xã thuộc tỉnh Oise trong vùng Hauts-de-France phía bắc Pháp. Dân số năm 2006 là 635 người.